# Bärenreservat Zărnești

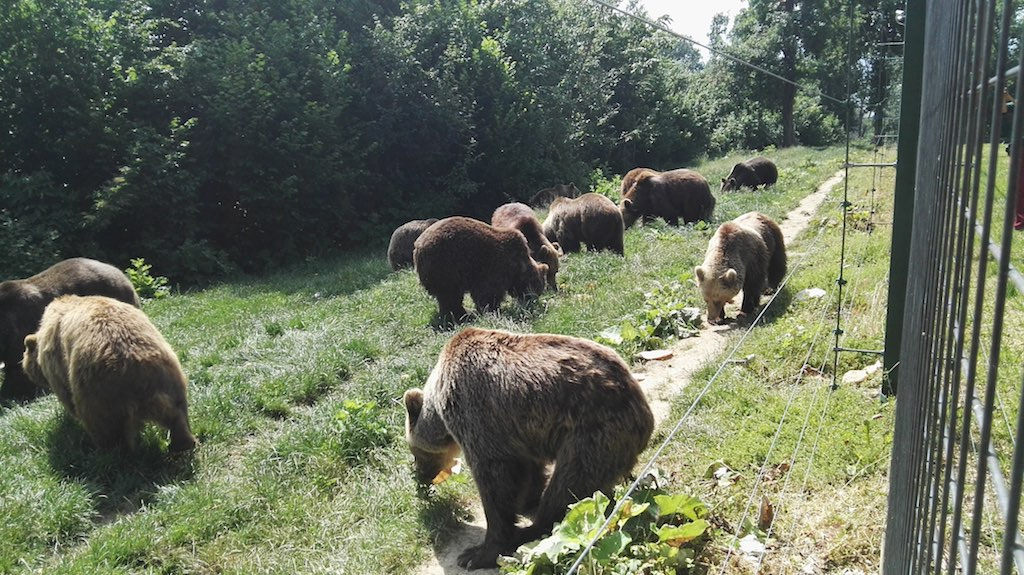
Fütterung in Zărnești

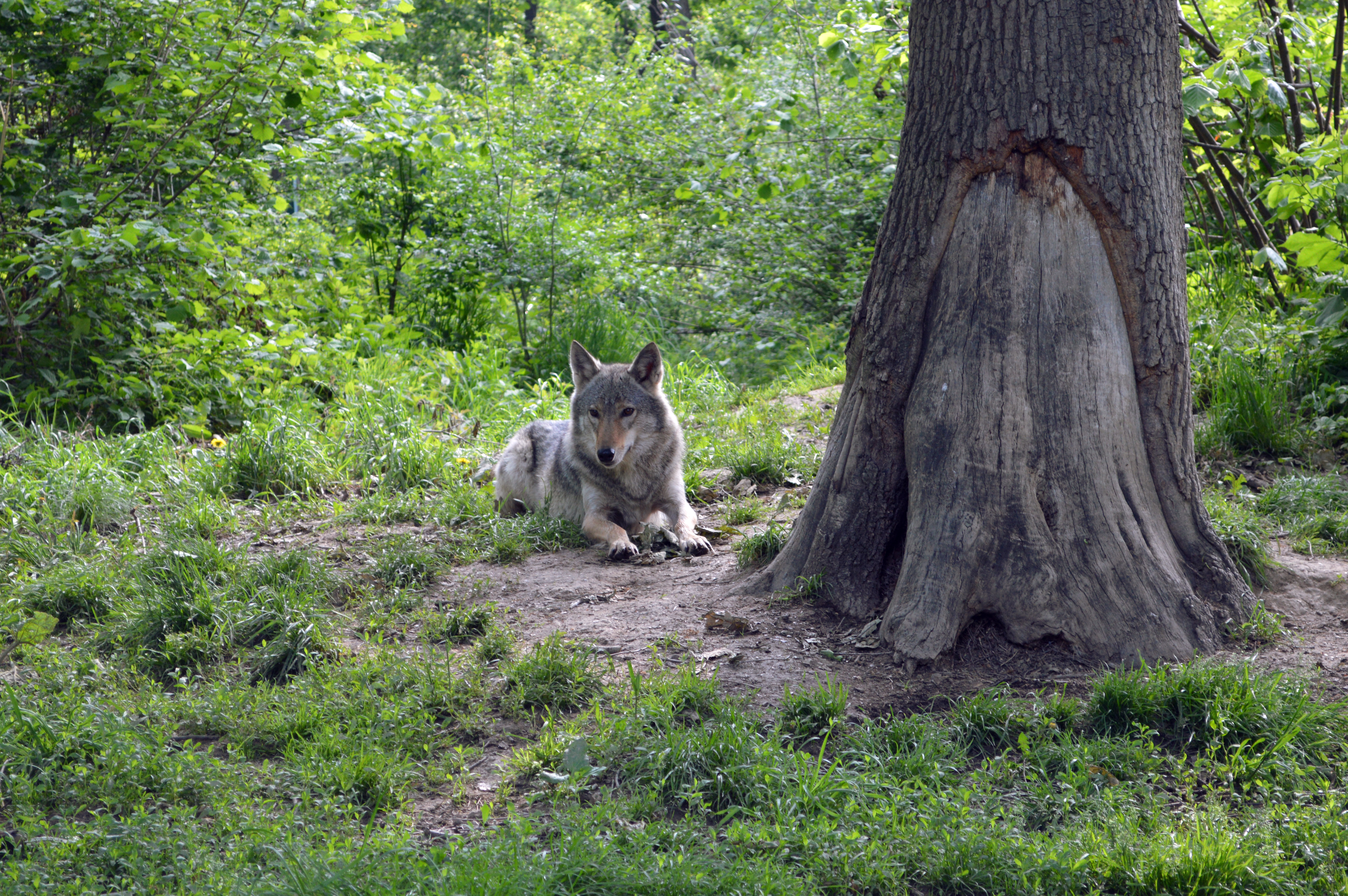
Ein Wolf im Reservat

Das Bärenreservat Zărnești, auch Libearty Bear Sanctuary, im rumänischen Zărnești ist mit einer Fläche von 69 Hektar das größte Bärenschutzzentrum Europas sowie – nach eigenen Angaben – das größte für Braunbären weltweit.
Betrieben wird das Reservat in der Nähe des Nationalparks Piatra Craiului von der rumänischen Asociația Milioane de Prieteni (AMP) (etwa: Millionen-Freunde-Verein), wobei die international tätige Tierschutzorganisation World Animal Protection (ehemals World Federation for the Protection of Animals, WFPA) den Großteil der Ausgaben trägt. Eine öffentliche Förderung findet nicht statt. Neben ungefähr 90 Braunbären, die durch ihr Leben in Gefangenschaft bzw. Gewöhnung an den Menschen in freier Wildbahn nicht überleben könnten, sind dort Rehe, Wölfe und Füchse untergebracht, für die dies ebenfalls gilt.
Da sich das Reservat nicht als Zoo versteht und um die Störung der Bären durch Besucher zu minimieren, kann es lediglich vormittags im Rahmen von Führungen in Rumänisch und Englisch besucht werden.

## Geschichte
Im Jahr 1997 gründete die ehemalige Journalistin Cristina Lapis zusammen mit ihrem Ehemann, dem französischen Honorarkonsul Roger Lapis, mit Milioane de Prieteni in Brașov eine der ersten Tierschutzorganisationen Rumäniens. Auf einer internationalen Konferenz über den Umgang mit Straßenhunden kam sie 1998 mit Mitarbeitern der damaligen World Federation for the Protection of Animals (WFPA) ins Gespräch. Sie erzählten ihr von Touristenberichten über in Gefangenschaft gehaltene Braunbären in der Nähe von Brașov.
Lapis begab sich auf die Suche nach den Bären und fand drei von ihnen, Lidia, Cristi und Viorel, bei einem Restaurant in Poiana Brașov, sowie einen weiteren, Maya, in der Nähe von Schloss Bran. Alle vier Bären waren in Käfigen mit Betonboden untergebracht und chronisch unterernährt, wobei Maya im schlechtesten Zustand war. Sie war so schwach, dass sie kaum ihren Kopf heben konnte, als Lapis sie fand. Zähne und Klauen waren ihr entfernt worden, damit sie als Touristenattraktion keine Gefahr darstellte. Seit einiger Zeit hatte sich jedoch niemand um den Bären mehr gekümmert. In den folgenden Jahren fuhren Lapis und ihr Mann, unterstützt von Freunden, täglich zu den vier Bären, um sie zu füttern und Zeit mit ihnen zu verbringen. Nachdem sich ihr Zustand gebessert hatte, entwickelte Maya im Jahr 2001 neue Zeichen von Depression und starb am 11. März 2002. Auch Viorel starb.

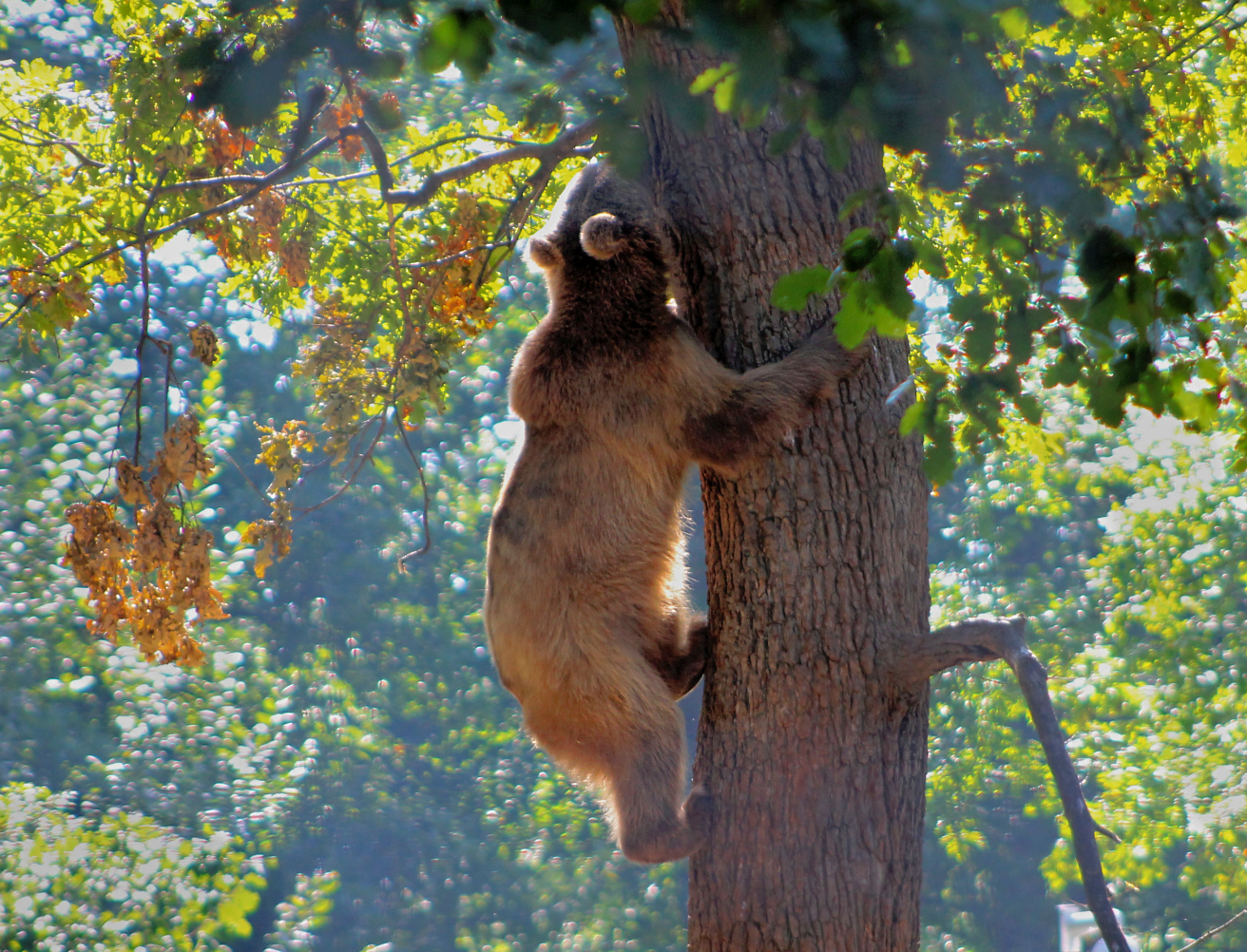
Bär erklimmt einen Baum

Lapis, so sagt sie, hatte Maya und den anderen Bären versprochen, sie würden eines Tages erneut frei durch den Wald laufen können. Jedoch existierte im Umkreis kein Bärenreservat, in das Lidia und Cristi hätten gebracht werden können. Lapis und ihr Verein handelten mit der Stadtverwaltung die Überlassung eines 69 Hektar großen Eichenwald-Grundstücks für 49 Jahre aus, um dort ein Bärenschutzzentrum aufzubauen. Die WFPA, die sich bereits in den 1990er-Jahren mit einer Kampagne namens Libearty für Gesetze gegen die Haltung von Tanzbären eingesetzt und mehrere Bärenreservate in Griechenland, der Türkei, Ungarn, Thailand, Pakistan, Indien und Laos gegründet hatte, investierte bis 2009 1,5 Millionen Euro in das Projekt. Noch im Jahr 2005 konnten mit Lidia und Cristi die ersten beiden Bären in das Reservat gebracht werden, das Maya gewidmet wurde.
Im Jahr 2005 wurde in Rumänien der Besitz von in der Wildnis gefangenen Bären für illegal erklärt, obwohl Rumänien die Berner Konvention bereits 1993 ratifiziert hatte. Durch den EU-Beitritt Rumäniens 2007 und die damit verbundene Anwendung der EU-Richtlinie Über die Haltung von Wildtieren in Zoos (99/22/EG), waren einige Zoos gezwungen, Wildtiere abzugeben oder zu töten. Hierdurch gab es mehrere Neuzugänge im Reservat.
Im Jahr 2011, als sich 57 Bären im Reservat befanden, scheiterte die Übernahme der beiden jungen Weibchen Ursina und Berna aus dem Bärenpark Bern. Laut Lapis sei sie nach Bern gereist und habe nach Betrachtung der Anlage vorgeschlagen, die Bären bei ihren Eltern in Bern zu belassen und den Vater Finn kastrieren zu lassen. Die Zooverwaltung wollte laut Lapis' Darstellung jedoch lieber weiterhin Jungtiere züchten, deren regelmäßige Übernahme Lapis nicht als möglich einstufte. Zur Kompensation habe sie vorgeschlagen, regelmäßig Jungtiere an den Bärenpark auszuleihen. Die Berner Bärenparkleitung hatte im Vorfeld angekündigt, für die nächsten zehn Jahre jeweils 20000 Schweizer Franken in Zărnești investieren zu wollen. Der Zweck der Unterstützung würde jedoch laut Direktor Schildger nicht unbedingt darin bestehen, „für weitere Berner Jungbären einen Platz zu sichern“.
Zum zehnjährigen Jubiläum im Jahr 2015 lebten 80 Bären im Reservat. Insgesamt waren bis dahin 84 Bären gerettet worden, von denen vier 2015 bereits verstorben waren. Im Frühjahr 2017 brachte das Weibchen Pamela den ersten Nachwuchs in der bis dahin zwölfjährigen Geschichte des Reservates zur Welt. Der dreijährige Vater Pluto war noch nicht sterilisiert gewesen, da er noch nicht für geschlechtsreif gehalten worden war. Mit den drei Jungtieren lebten zu diesem Zeitpunkt 90 Bären im Reservat.

## Herkunft einzelner Bären (Auswahl)

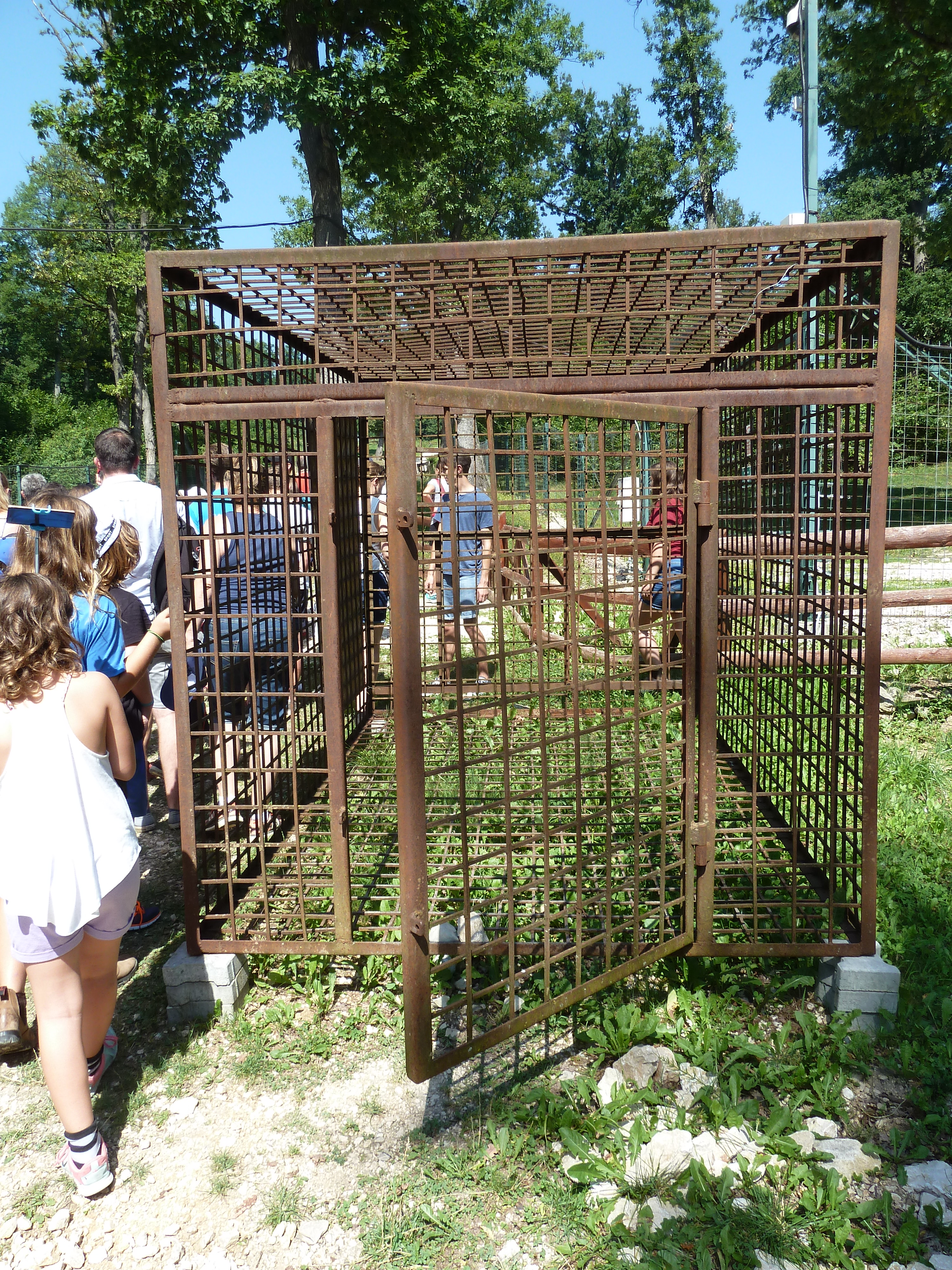
Odis Käfig während einer Führung

Die Mehrheit der Bären im Reservat stammt aus Rumänien; einige der Tiere kamen jedoch aus dem Ausland.
- Odi war 1993 als Jungtier gefangen worden und verbrachte 12 Jahre auf einem Bauernhof, wo sie, wie die Hühner, hauptsächlich mit Mais gefüttert wurde. Sie wurde in einem Stahlkäfig gehalten, der sich jeweils an die Außentemperaturen anpasste, sodass ihre Pranken mehrere Verletzungen aufwiesen, als sie im August 2005 in das Reservat kam. Nachdem sich bis dahin unter Quarantäne befunden hatte, wurde sie im Oktober 2006 in eines der inzwischen drei Außengehege umgesiedelt. Odis ehemaliger Käfig, dessen Größe 1,5 × 2 Meter beträgt, kann im Reservat während der Führungen betrachtet und betreten werden.[20] Odi starb im Herbst 2021.[21]
- Betsy wurde 2006 zusammen mit zehn weiteren Bären, zwei Tigern und anderen Tieren auf einer Farm im US-amerikanischen Gonzales (Texas) konfisziert.[22] Betsy war auf dem amerikanischen Kontinent geboren worden und hatte den Ozean nicht, wie auf der Website des Bärenreservats behauptet,[23] mit einem Wanderzirkus aus Europa überquert. Sie hatte neun Jahre auf einer Farm verbracht, wo sie hauptsächlich mit Essensresten aus einem Fast-Food-Restaurant gefüttert wurde. Aufgrund ihres Alters (je nach Quelle zwischen 24 und 30 Jahren) war sie schwerer zu vermitteln, als die restlichen Tiere. Sie wurde vier Jahre lang durch die Society for the Prevention of Cruelty to Animals (SPCA) in Houston betreut, wo auch ihre Zähne repariert wurden, die sie durch Kauen auf den Käfigstangen in Mitleidenschaft gezogen hatte.[24] Mitte 2010 wurde sie kostenlos durch Continental Airlines vom George Bush Intercontinental Airport nach Frankfurt geflogen, von wo sie innerhalb von 24 Stunden nach Rumänien gefahren wurde.[25][26]
- Misha wurde im Frühjahr 2011 im Alter von acht Monaten[27] von Soldaten der European Union Monitoring Mission (EUMM) in dem georgischen Dorf Abisi[28] oder Aribisi nahe der umstrittenen Grenze entdeckt. Ein Dorfbewohner hatte den Waisen bei sich aufgenommen. Die EUMM informierte Hauser Bears, die den Transport des Bären finanzierten. Der Bär wurde im März 2011 von einem Team aus EUMM-Soldaten, einem Vor-Ort-Mitarbeiter von Fauna & Flora International, einem Mitarbeiter des Zoo Tiflis, dem Dokumentarfilmer Fergus Beeley (mit Kameramann) und lokalen Umweltbehörden konfisziert, gefangen und zum Zoo transportiert, wo er auf die nötigen Papiere für den Export aus Georgien (Artenschutz) und den Import in Rumänien wartete. DHL flog ihn nach Bukarest, von wo aus es auf der Straße bis nach Zărnești ging, wo er am 13. Juli eintraf.[29]
- Maria und Marko wurden zur Unterhaltung der Kunden eines Restaurants in Tirana, Albanien, gehalten, bis eine Frau aus der Nachbarschaft die Bären in ihre Obhut nahm und, nach über 600 E-Mails weltweit, die Zusage von Cristina Lapis erhielt. Der Transport der beiden zweijährigen Jungtiere wurde 2011 durch die britische Wohltätigkeitsorganisation Hauser Bears ermöglicht.[30]

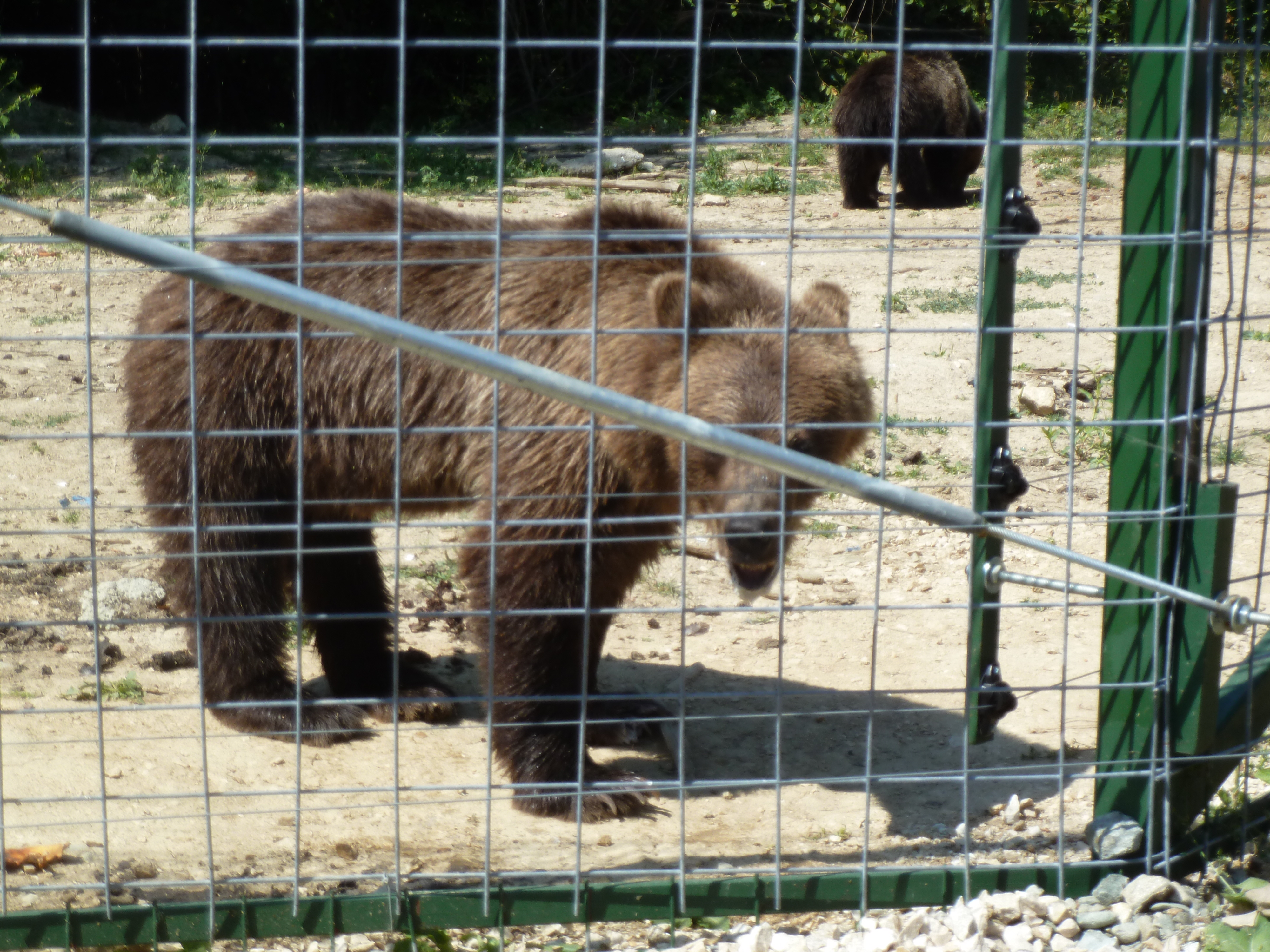
Bim (vorne, mit Speichel vom Daumenlutschen) und Bam in ihrem Gehege

- Tosca, Archie und Chester kamen im November 2015 als fünf Jahre alte Geschwister aus dem Tiergarten Timișoara ins Reservat, nachdem die Umweltbehörde die Durchsetzung der EU-Zoo-Direktive forciert hatte. Zuvor musste jedoch sichergestellt werden, dass die männlichen Bären im Zoo sterilisiert worden waren, um weiteren Nachwuchs zu verhindern, der später ebenfalls untergebracht werden müsste. Der Unterhalt für zwei der drei Bären erfolgt durch den Verein Europäischer Tier- und Naturschutz.[31][32]
- Bim und Bam wurden im Februar 2016 im Alter von ungefähr einem Monat von Wildhütern im Pădurea Bogății im Perșani-Gebirge entdeckt. Als nach drei Tagen ihre Mutter nicht gekommen war, um die Jungen zu holen, alarmierten diese das Bärenreservat.[33] Die luxemburgische Martine-und-Bertram-Pohl-Stiftung ermöglichte ab September 2016 den Bau eines separaten Geheges für die beiden jungen Bären.[34]
- Masha und Grisha wurden 2016 mit Unterstützung der Brigitte-Bardot-Stiftung aus einem aufgegebenen armenischen Zoo in Gjumri nach kurzem Aufenthalt im Zoo von Jerewan nach Rumänien transportiert.[35][36]